# Ein seltsamer Fall
Ein seltsamer Fall, auch bekannt unter dem Titel Sein eigener Mörder, ist ein kurzer, deutscher Horror-Stummfilm aus dem Jahre 1914 von Max Mack, frei nach dem Roman Der seltsame Fall des Dr. Jekyll und Mr. Hyde (1886) von Robert Louis Stevenson, in einer Drehbuchbearbeitung von Richard Oswald. Die Haupt- bzw. Doppelrolle verkörperte Alwin Neuss.

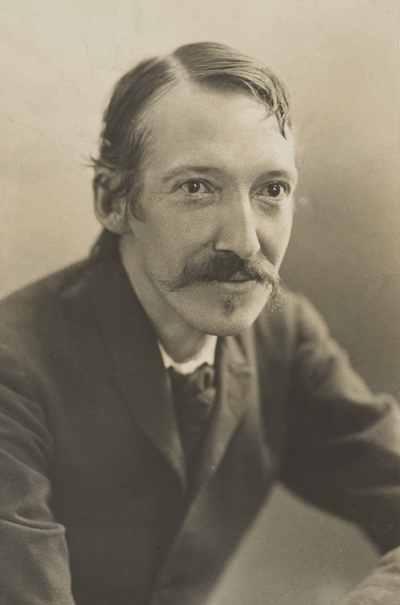
Vorlageautor Robert Louis Stevenson (1893)

## Handlung
Der reiche Amerikaner Siles (in der Romanvorlage Dr. Jekyll) hat sich ganz seinen Forschungen am Menschen verschrieben. In seinem Laboratorium mixt er ständig irgendwelche Tinkturen, die er eines Tages an sich selbst ausprobiert. Darüber vergisst er auch mal seine Gäste, die sich daheim bei ihm eingefunden haben, und vernachlässigt seine Braut. Eines Tages hat Siles mit seinem Vorhaben, sich zu transformieren und ein vollkommen anderer Mensch zu werden, schrecklichen Erfolg: Durch seine Verwandlung wird aus Siles ein verkrüppelter Verbrecher, eine schaurige, angsteinflößende Kreatur (in der Romanvorlage Mr. Hyde).
Mit seinem neuen Ich will sich der verwandelte Siles auch in der Öffentlichkeit zeigen. Er nimmt sich von daheim genügend Geld mit und begibt sich in das Armenquartier seiner Stadt. Dort kauft er eine verwahrloste Kaschemme, in der nur Verbrecher und andere finstere Gestalten verkehren, und macht sich zu deren Wirt. Die eingestellte, dirnenhafte Kellnerin erweist sich bald als verschlagenes Weib, das erkennt, dass jener abgerissen wirkende Wirt Siles offensichtlich über viel Geld zu verfügen scheint.
Während Siles als sein furchteinflößendes Alter Ego mal wieder aushäusig ist, öffnet ein Windstoß das Fenster zum Labor und bläst die entscheidende Formel ins Freie hinaus, auf Nimmerwiedersehen. Siles treibt es zu Silvester zurück in seine Villa, wird aber in seiner verwandelten Gestalt nicht als Hausherr wiedererkannt und vom Gärtner, der den Hund auf ihn hetzt, vom Grundstück verjagt. Die verschlagene Kellnerin ist ihrem Schankwirt heimlich gefolgt und weiß jetzt, woher dessen Geld kommt. Der verwandelte Siles steigt in seine eigene Villa ein, während im Speisezimmer von seiner Braut die Silvestertafel festlich gedeckt wird. Im Labor arbeitet Siles an seiner Rückverwandlung.
Siles weiß, dass es jetzt höchste Zeit wird, sich zurückzuverwandeln, doch er muss entsetzt feststellen, dass das Blatt Papier mit der Formel vom Winde verweht ist. Panisch versucht er sich an die Formel zu erinnern, die seine Transformation ermöglicht, doch offenbar vergisst er einen entscheidenden Anteil. Zwar verwandelt sich das Unwesen wieder in Siles, doch lang hält diese Transformation nicht vor. In dem Moment, in dem er seinen eigenen Festsaal betritt, erfolgt seine Rückverwandlung in die furchteinflößende Kreatur. Die zum Silversterdiner geladenen Gäste erschrecken sich zu Tode und verfolgen den fliehenden „Einbrecher“ bis in die schummrige Verbrecherkneipe. Siles’ Braut und seine Silvestergäste suchen vergeblich nach ihrem Gastgeber, von dem sie glauben, dass dieser das Opfer dieser schrecklichen Verbrechergestalt geworden sein müsse. 
Am nächsten Tag wird in der Zeitung nach jenem Finsterling gefahndet, denn er soll Siles ermordet haben. Auch die verkommene Kellnerin liest diesen Aufruf. Da sie glaubt, auf diese Weise leicht zu sehr viel Geld kommen zu können, eilt sie zur Polizei und behauptet, den Mörder von Siles zu kennen. Die Polizei rückt in der Verbrecherspelunke an, doch kurz zuvor ermöglicht die Kellnerin, in einem Anfall von Reue, ihrem Chef die Flucht. Der kehrt heimlich in sein Labor zurück, die ihn verfolgenden Polizisten im Schlepptau. Bei einer Konfrontation behauptet der verzweifelte Wissenschaftler, Siles zu sein, doch niemand glaubt ihm. Lediglich der eigene Hund erkennt mit seiner untrüglichen Nase sein verwandeltes Herrchen. Als man ihn fassen will, schießt die verkommene Gestalt in ein nahestehendes Pulverfass, und er und alle Versammelten fliegen mitsamt der Villa in die Luft ...
Siles erwacht, umgeben von seinen Gästen, die ihn schreckensbleich anstarren. Alles ist wie immer. Der elegante Mr. Siles hatte lediglich einen fürchterlichen Alptraum, aus dem er – Gott sei Dank – soeben erwacht ist.

## Produktionsnotizen
Ein seltsamer Fall, entstand noch vor Ausbruch des Ersten Weltkriegs 1914 im Vitascope-Atelier in Berlin-Weißensee, passierte die Filmzensur im November 1914 und wurde am 6. Dezember desselben Jahres uraufgeführt. Die Länge des mit Jugendverbot belegten Dreiakters betrug etwa 900 Meter. In Wien war der Film ab dem Neujahrstag 1915 zu sehen.

## Wissenswertes
Ein seltsamer Fall gilt als die vierte Verfilmung des berühmten Stevenson-Romans – die drei vorhergehenden waren allesamt US-amerikanischer Herkunft (siehe Verfilmungen) – und zugleich als der einzige Jekyll-und-Hyde-Film deutscher Produktion.

## Kritik
Die Kinematographische Rundschau lobte die Produktion überschwänglich. In einer Besprechung heißt es, der Regisseur Mack habe es „zuwege gebracht, alle Künste kinematographischer Möglichkeiten zusammenzufassen und das tollste, das die menschliche Phantasie zu erdenken vermag, uns in einer Form zu präsentieren, die uns das Unwahrscheinlichste wahrscheinlich erscheinen läßt, unsere Nerven zum Erzittern bringt, und mit angehaltenem Atem einer übermenschlichen Geschichte folgen und uns erst dann an die Unwahrscheinlichkeit glauben läßt, bis der Regisseur selbst in geschickter Weise sagt: das war ein Traum und keine Wirklichkeit.“